# Левико Терме
Лѐвико Тѐрме (на италиански: Levico Terme, на местен диалект: Lèvego, Левего) е градче и община в Северна Италия, автономна провинция Тренто, автономен регион Трентино-Южен Тирол. Разположено е на 520 m надморска височина. Населението на общината е 7874 души (към 2010 г.).